# Enrique Gori Molubela
Enrique Gori Molubela (ur. 13 listopada 1923, zm. 22 czerwca 1972) – polityk z Gwinei Równikowej.

## Życiorys
Urodził się w Batete na wyspie Bioko. Pochodził z grupy etnicznej Bubi. Odebrał podstawową edukację w mieście San Carlos (dzisiejsza Luba), następnie wstąpił do seminarium duchownego w Banapie. Związał się tam z zaczątkami ruchu niepodległościowego. Wydalony z seminarium, wraz z Atanasiem Ndongo, za zorganizowanie strajku domagającego się lepszego odżywiania i ogólnej poprawy warunków w placówce (1951). Na krótko aresztowany, wyjechał następnie do Hiszpanii, podejmując ostatecznie nieukończone studia na wydziale prawa madryckiego Uniwersytetu Complutense. Podczas pobytu w metropolii zaangażowany w działalność Ruchu Wyzwolenia Narodowego Gwinei Równikowej (Movimiento Nacional de Liberación de Guinea Ecuatorial, MONALIGE), krótko później przeszedł wszakże na bardziej umiarkowane pozycje polityczne. Po powrocie do Gwinei, 4 listopada 1963, na łamach pisma Ébano opowiedział się za autonomią, i jednocześnie przeciwko przedwczesnej niepodległości.
Stopniowo wszedł do wąskiej grupy gwinejskiej inteligencji ściśle współpracującej z administracją kolonialną. W październiku 1966 spotkał się z Francisco Franco w pałacu El Prado. W tym samym miesiącu został odznaczony hiszpańskim Orderem Afryki. Przewodniczył deputacji prowincjonalnej Fernando Poo (1964-1968), jednocześnie posłował do frankistowskich Kortezów. Od maja 1964 do czerwca 1965 przewodniczył autonomicznemu parlamentowi Gwinei Hiszpańskiej, następnie był jego wiceprzewodniczącym. Brał udział w pracach Konferencji Konstytucyjnej Gwinei Równikowej (1967-1968). Początkowo uznawany za jednego z umiarkowanych liderów swojej grupy etnicznej, później zbliżył się do środowisk separatystycznych. Opowiadał się przeciwko powołaniu jednego organizmu państwowego, łączącego zarówno Bubich jak i Fangów. Apelował do władz hiszpańskich o ochronę Bubich przed brutalnością Fangów.
W pierwszych wyborach parlamentarnych po uzyskaniu niepodległości (1968) uzyskał mandat deputowanego do parlamentu. W grudniu 1968 przewodniczył gwinejskiej delegacji na Zgromadzenie Ogólne Organizacji Narodów Zjednoczonych, krótko po przyjęciu kraju do ONZ. Podczas kryzysu dyplomatycznego między Gwineą Równikową a Hiszpanią (1969) został aresztowany. Ostatecznie, w grudniu 1970, wraz z szeregiem innych polityków, skazany w procesie pokazowym na 25 lat więzienia za współudział w próbie zamachu stanu z marca 1969.
Został zamordowany w więzieniu w Bacie. Hospital Enrique Gori Molubela w Lubie został nazwany na jego cześć. 
W czerwcu 1965 w Madrycie poślubił Esperanzę Jones Dougan. Był wujem hiszpańskiej polityk Rity Bosaho.
Opublikował Etnología de los bubis (1955), interesował się również środowiskiem naturalnym rodzinnej wyspy, współpracował w tym zakresie z naukowcami i instytucjami badawczymi z Hiszpanii. Przyczynił się do powstania Centrum Agrobiologii i Entomologii Gwinei Hiszpańskiej. Znany ze zdolności oratorskich i polemicznych, pozostawił po sobie szereg artykułów publikowanych w prasie hiszpańskiej.